# 哥倫比亞大陸

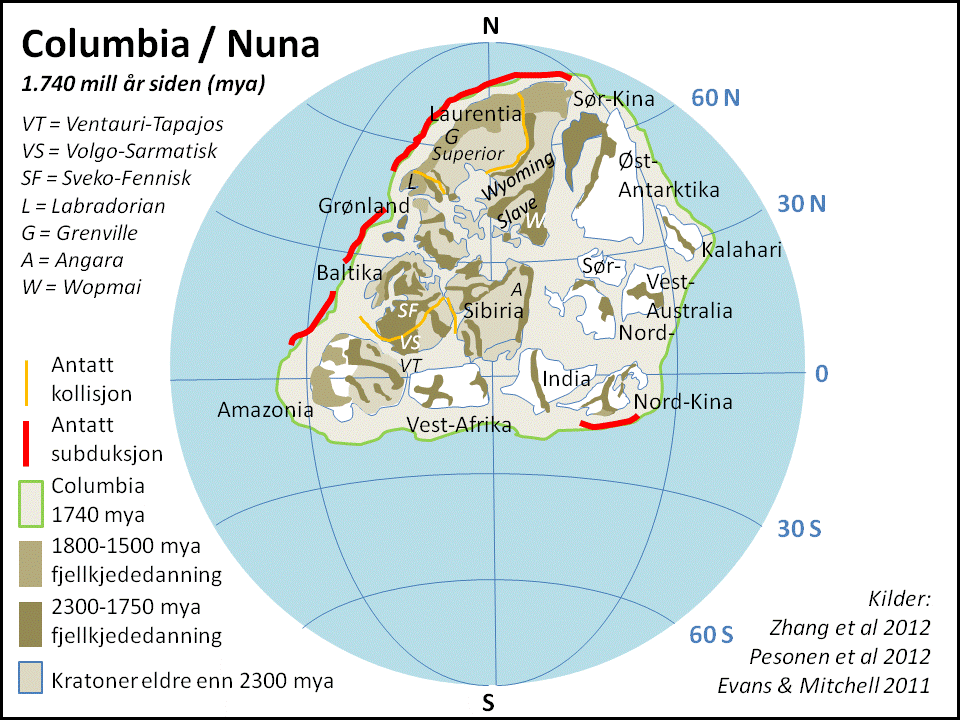
17.4亿年前

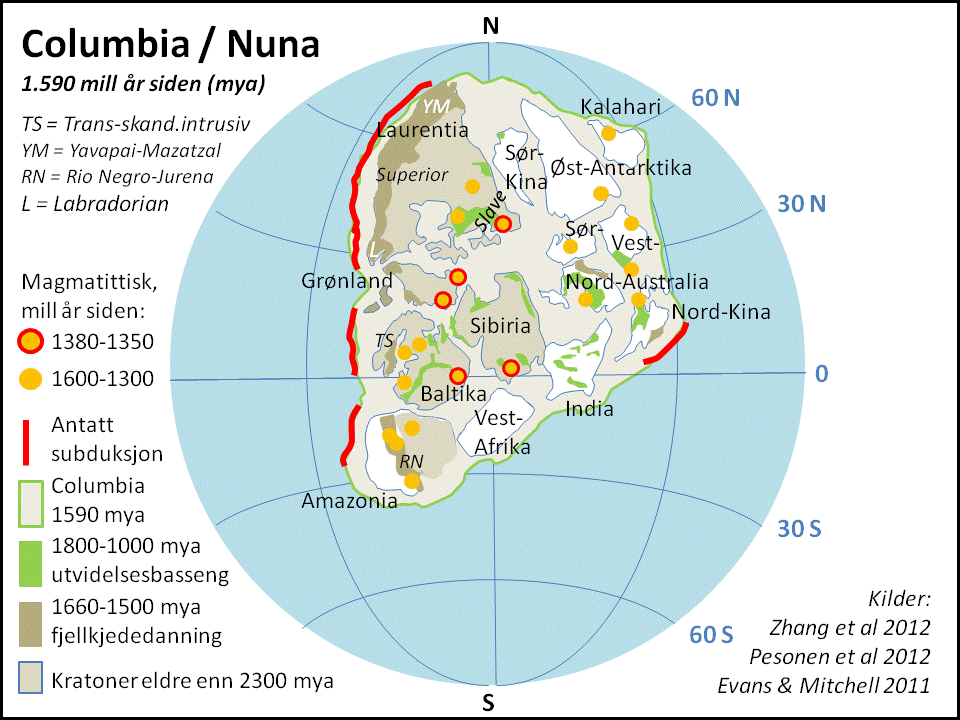
15.9亿年前

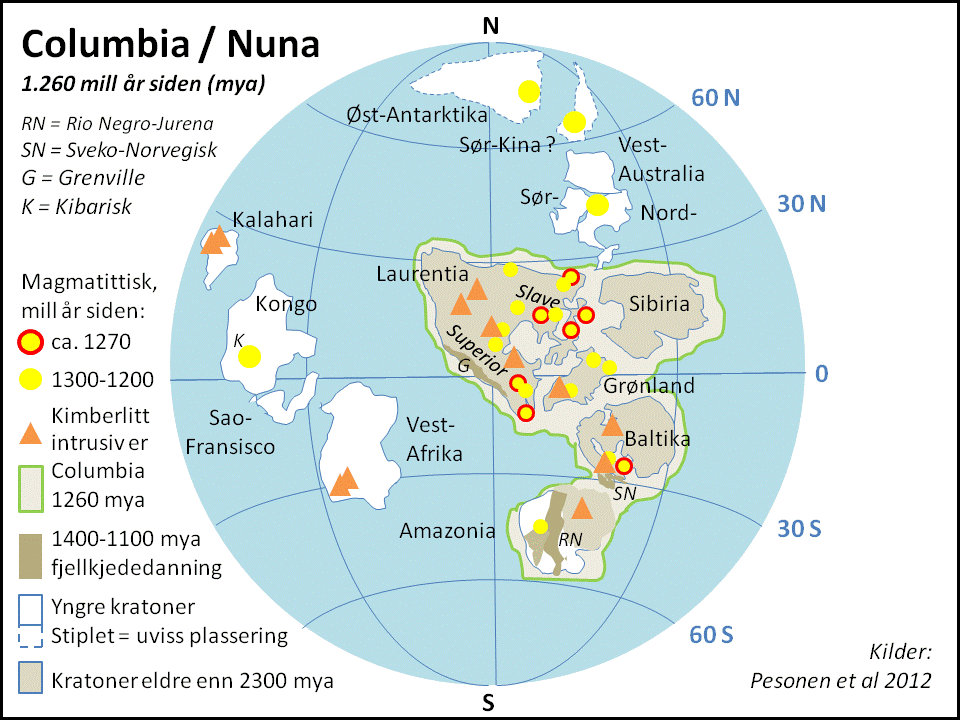
12.6亿年前

哥倫比亞大陸（Columbia supercontinent，或稱為Nuna、Hudsonland）是地球歷史上最古老的幾個超大陸。2002年由約翰·羅傑斯和Santosh Madhava Warrier 提出。一般認為哥倫比亞大陸存在於古元古代的15到18億年前。該大陸由許多後來形成勞倫大陸、波羅地大陸、烏克蘭地盾、亞馬遜克拉通、澳洲大陸，可能還包含西伯利亞大陸、華北陸塊、喀拉哈里克拉通的許多原始克拉通組成。哥倫比亞大陸目前是依照古地磁學資料證明其存在。

## 面積與位置
哥倫比亞大陸預測從北到南跨越12900公里，從東到西最寬處4800公里。今日印度東岸與北美洲西岸相連，而澳洲大陸南部與今日加拿大西部相連。南美洲因為旋轉的關係，今日巴西的西緣和北美洲東部排在一起，形成了延伸至今日斯堪的地納維亞的大陸邊緣（Continental margin）。

## 形成
哥倫比亞大陸一般認為是20億到18億年前因為造山運動形成，當時地球上幾乎所有的陸地都組成該大陸。南美與西非的克拉通在21到20億年前的泛亞馬遜和俄波里安造山運動中合併。非洲南部的卡普瓦克拉通和辛巴威克拉通在約20億年前沿著林波波帶（Limpopo Belt）合併。勞倫大陸的克拉通岩石區則在19億年前的泛哈德遜、佩尼奥克、托尔森－瑟隆、沃普梅、昂加瓦、托恩蓋特和Nagssugtoqidain造山運動中縫合；包含伏爾加-烏拉爾克拉通、科拉克拉通、卡累利阿克拉通、薩爾馬提亞克拉通（烏克蘭）的波羅地大陸（東歐）在19到18億年前的科拉－卡累利阿、瑞典－芬兰、沃利尼－中俄羅斯、帕切耳马造山運動中合併。西伯利亞的阿拿巴克拉通和阿尔丹克拉通在19到18億年前的阿基特坎與中阿爾丹造山運動中連在一起。東南極克拉通和未知的陸塊在橫貫南極山脈造山運動中連結。印度南部和北部在印度次大陆中央构造带結合。華北陸塊的東部和西部在18.5億年前的泛華北造山運動中形成。
組成哥倫比亞大陸的最後運動在18億年前。哥倫比亞大陸存在相當久（18到13億年）。靠著沉積作用的隱沒帶相關成長發生在大陸邊緣，在18到13億年前形成了沿著今日北美南緣、格陵蘭和波羅地大陸的火成岩帶；這包含了在北美洲地區18到17億年前的亞瓦派、中央平原與Makkovikian帶，17到16億年前的马扎察尔與拉布拉多帶，15到13億年前的聖佛朗索瓦與斯帕温纳帶，以及13到12億年前的Elzevirian帶；18到17億年前格陵蘭的凯蒂利德帶；在波羅地大陸18到17億年前的泛斯堪地那維亞火成岩帶，17到16億年前的Kongsberggian-Gothian帶，以及15到13億年前的西南瑞典花崗岩帶。其他克拉通岩石區也同樣發生了邊緣增長的狀況。在南美洲，18到13億年前在亞馬遜克拉通西緣發生，形成今日里奥内格罗、佐雷那、朗多尼亞帶。在澳洲則是於18到15億年前在北澳洲克拉通的東緣和南緣與高勒克拉通的東緣形成阿倫塔、伊莎山、喬治城、柯恩與布洛肯山帶。在中國則是在18到14億年前沿著華北陸塊形成了熊耳群火山岩帶。

## 分裂
哥倫比亞大陸於16億年前開始分裂。相關的大陸漂移有沿著勞倫大陸西緣（荷贝尔特—普尔瑟尔超群）、印度東部（默哈訥迪與哥達瓦里）、波羅地大陸南緣（泰勒马克超群）、西伯利亞東南緣（里菲超群）、南非東北緣（喀拉哈里銅礦帶）與華北陸塊北緣（渣尔泰－白雲鄂博帶）。
哥倫比亞大陸分裂原因一般認為是非造山的岩漿活動相當普遍，在北美洲、波羅地大陸、亞馬遜克拉通和華北陸塊形成斜長岩－微紋長輝二長岩－紫蘇花崗岩－花崗岩組，直到大約13到12億年前哥倫比亞大陸分裂為止。大約12.7億年前的馬更些岩脈群和12.4億年前的索德柏立鎂鐵質岩脈群在即將分裂時形成。
分裂的各陸塊則在約5億年後形成羅迪尼亞大陸。

## 構成
一開始羅傑斯和 Santosh 在 2002年提出哥倫比亞大陸的構成是非洲南部、馬達加斯加、印度、澳洲大陸和南極洲與北美洲西緣連接：而格陵蘭、波羅地大陸（北歐）和西伯利亞則和北美洲的北緣連接；而南美洲則是和非洲西部對接。同年（2002年）趙國春等人提出另一種哥倫比亞大陸配置的假設；在趙的學說中，波羅地大陸與西伯利亞大陸是和勞倫大陸（北美克拉通）相符合；而南美洲是和非洲西部符合，類似羅傑斯和 Santosh 提出的假設；至於印度、東南極和澳洲大陸則和勞倫大陸相符合，這類似於羅迪尼亞大陸的狀況。這些配置是基於現有的21至18億年前造山帶和太古代克拉通地質的地質重建 ；尤其是南美洲和非洲西部之間、澳洲西部和非洲南部之間、勞倫大陸和波羅地大陸之間、西伯利亞大陸和勞倫大陸之間、勞倫大陸和澳洲中部之間、東南極和勞倫大陸之間、以及華北陸塊和印度之間。在這些重建中，波羅地大陸與西伯利亞大陸和勞倫大陸符合、以及非洲南部與南美洲相符合、澳洲西部和非洲南部相符合的假設也和古地磁資料符合。赵国春等人因“华北克拉通早元古代拼合与Columbia超大陆形成”研究取得重要进展，获2014年度国家自然科学奖二等奖。2008年時北京大學教授侯贵廷也提出了哥倫比亞大陸配置的假設。

## 外部連結
- 18亿年前的世界是什麽样子？  哥伦比亚超大陆（页面存档备份，存于）